# Telecorda

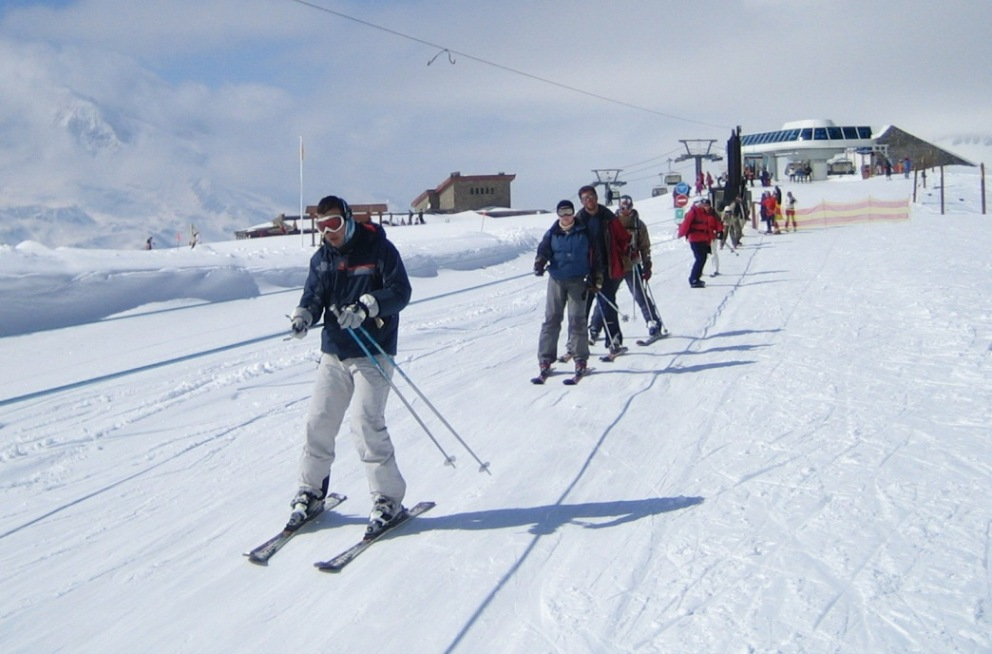
Telecorda a Val d'Isère (Savoia).

Un telecorda és un remuntador anàleg al telesquí però sense perxes. Els esquiadors s'agafen directament al cable (que en aquest cas va molt més baix) o bé a unes nanses que en pengen. La utilització queda restringida a les zones de debutants o als enllaços (entre pistes, entre remuntadors), amb recorreguts curts i de molt poca pendent. Per la seva incomoditat per a l'usuari (pot cansar-lo molt, especialment als braços) tendeix a ser substituït per catifes rodants.